# حكة الخبازين
حكة الخبازين (بالإنجليزية: Baker's itch)‏ هوَ رَد فعل جلدي يَحدث نتيجة لَدغات سوس الطحين.